# Els Manantials (Bigues)
Els Manantials és una urbanització al poble de Bigues, en el terme municipal de Bigues i Riells del Fai, al Vallès Oriental. És una urbanització petita i de poca població, ja que el 2018 tenia 248 habitants, que representa el 2,75% del cens municipal.